# Quisqueya ekmanii
Quisqueya ekmanii är en orkidéart som beskrevs av Donald Dungan Dod. Quisqueya ekmanii ingår i släktet Quisqueya och familjen orkidéer. Inga underarter finns listade i Catalogue of Life.